# ۱۰۳ (میلادی)
۱۰۳ (میلادی) صد  و سومین سال تقویم میلادی است.

## درگذشتگان
‎